# قائمة ثقوب جسم الإنسان
تشتمل هذه القائمة على الثقوب التي يحتويها الجسم البشريّ.

## الجمجمة

صورة تظهر قاعدة الجمجمة مع تثبيت أسماء بعض الثقوب.

يوجد العديد من الثقوب (اللاتينية: Foramina) في الجمجمة البشريّة، تعبر من خلالها الأعصاب القحفية و الشرايين و الأوردة و العديد من البنى الأخرى. تتنوع هذه الثقوب من حيث الحجم و العدد و ذلك تبعاً للعمر.
| العظم                | الحفرة القحفية          | الثقوب                                     | العدد | الأوعية                                                                                     | الأعصاب |
| -------------------- | ----------------------- | ------------------------------------------ | ----- | ------------------------------------------------------------------------------------------- | --- |
| الجبهي               | -                       | الثقبة فوق الحجاج                          | 2     | الشريان فوق الحجاج، و الوريد فوق الحجاج                                                     | العصب فوق الحجاج |
| الجبهي               | الحفرة القحفية الأمامية | الثقبة العوراء                             | 1     | أوردة مشبرية من الجزء العلوي للأنف إلى الجيب السهمي العلوي                                  | |
| الغربالي             | الحفرة القحفية الأمامية | ثقوب الصفيحة المصفوية                      | ~20   | -                                                                                           | حزم العصب الشَّمِّيّ (I) |
| الغربالي             | الحفرة القحفية الأمامية | الثقبة الغربالية الأمامية                  | 2     | الشريان الغربالي الأمامي الوريد الغربالي الأمامي                                            | العصب الغربالي الأمامي |
| الغربالي             | الحفرة القحفية الأمامية | الثقبة الغربالية الخلفية                   | 2     | الشريان الغربالي الخلفي الوريد الغربالي الخلفي                                              | العصب الغربالي الخلفي |
| الوتدي               | -                       | القناة البصرية                             | 2     | الشريان العيني                                                                              | العَصب البصري (II) |
| الوتدي               | الحفرة القحفية الوسطى   | الشَّق الَحجَاجي العلوي                        | 2     | الوريد العيني العلوي                                                                        | العصب المُحَرِّك للعين (III) العصب البكري (IV) العصب الدمعي، العصب الجبهي و فروع أنفية هدبية للعصب العيني (V1) العصب المُبَعِّد (VI) |
| الوتدي               | الحفرة القحفية الوسطى   | الثقبة المدورة                             | 2     | -                                                                                           | العصب الفكِّيّ العلويّ (V2) |
| الفك العلوي          | -                       | الثقبة القاطعية/القناة القاطعية/ثقب سكاربا | 4     | الفروع الانتهائية للشريان النازل الحكني                                                     | الجزءالانتهائي من العصب الأنفي الحنكي (V2)                                                                                   |
| الحنكي               | -                       | الثقبة الحنكية الكبرى                      | 2     | الشريان الحنكي الكبير الوريد الحنكي الكبير                                                  | العصب الحنكي الكبير |
| الحنكي و الفك العلوي | -                       | الثقبة الوتدية الحنكية                     | 2     | sphenopalatina artery الوريد الوتدي الحنكي                                                  | العصب الأنفي الحنكي الفروع الأنفية الخلفية العلوية (V2)                                                                      |
| الحنكي و الفك العلوي | -                       | الثقب الحنكية الصغرى                       | 4     | الشريان الحنكي الصغير الوريد الحنكي الصغير                                                  | العصب الحنكي الصغير، العصب الحنكي الكبير                                                                                     |
| الوتدي و الفك العلوي | -                       | الشق الحجاجي السفلي                        | 2     | الوريد العيني السفليs الشريان تحت الحجاجي الوريد تحت الحجاجي، رافد للضفيرة الجناحية         | عصب وجني و عصب تحت حجاجي من العصب الفكي العلوي (V2) فروع حجاجية للعقدة الجناحية الحنكية                                      |
| الفك العلوي          | -                       | الثقبة تحت الحجاج                          | 2     | الشريان تحت الحجاجي وريد تحت حجاجي، رافد للضفيرة الجناحية                                   | العصب تحت الحجاجي |
| الوتدي               | الحفرة القحفية الوسطى   | الثقبة البيضوية                            | 2     | الشريان السحائي الإضافي، و وريد مشبري يربط الجيب الكهفي بالضفيرة الجناحية                   | العصب الفكي السفلي (V3) العصب الصخري الصغير (أحياناً)                                                                         |
| الوتدي               | الحفرة القحفية الوسطى   | الثقب الشائك                               | 2     | الشريان السحائي الأوسط                                                                      | فرع سحائي من العصب الفكي السفلي (V3)                                                                                         |
| الوتدي               | الحفرة القحفية الوسطى   | الثقبة الممزقة                             | 2     | شريان القناة الجناحية، و فرع سحائي للشريان البلعومي الصاعد، و الشريان القذالي، و وريد مشبري | أعصاب القناة الجناحية من خلالها الجدار الأمامي.                                                                              |
| الصدغي               | الحفرة القحفية الخلفية  | الصماخ السمعي الباطن                       | 2     | الشريان التيهي                                                                              | العصب الوجهي (VII)، و العصب الدهليزي القوقعي (VIII)                                                                          |
| الصدغي               | الحفرة القحفية الخلفية  | الثقبة الوداجية                            | 2     | الوريد الوداجي الباطن، و الجيب الصخري السفلي، و الجيب السيني، و الشريان القذالي             | العصب البلعومي اللساني (IX)، و العصب المبهم (X)، و العصب الإضافي (XI)                                                        |
| القذالي              | الحفرة القحفية الخلفية  | النفق تحت اللسان                           | 2     | -                                                                                           | العصب تحت اللسان (XII) |
| القذالي              | الحفرة القحفية الخلفية  | الثقبة العظمى                              | 1     | شرايين نخاعيّة أمامية و خلفية، و شرايين فقرية                                                | الجزء السفلي من النخاع المستطيل، و السحايا الثلاثة، و ألياف شوكية صاعدة للعصب الإضافي (XI)                                   |
| الصدغي               | الحفرة القحفية الخلفية  | الثقبة الإبرية الخشائية                    | 2     | الشريان الإبري الخشائي                                                                      | العصب الوجهي (VII) |

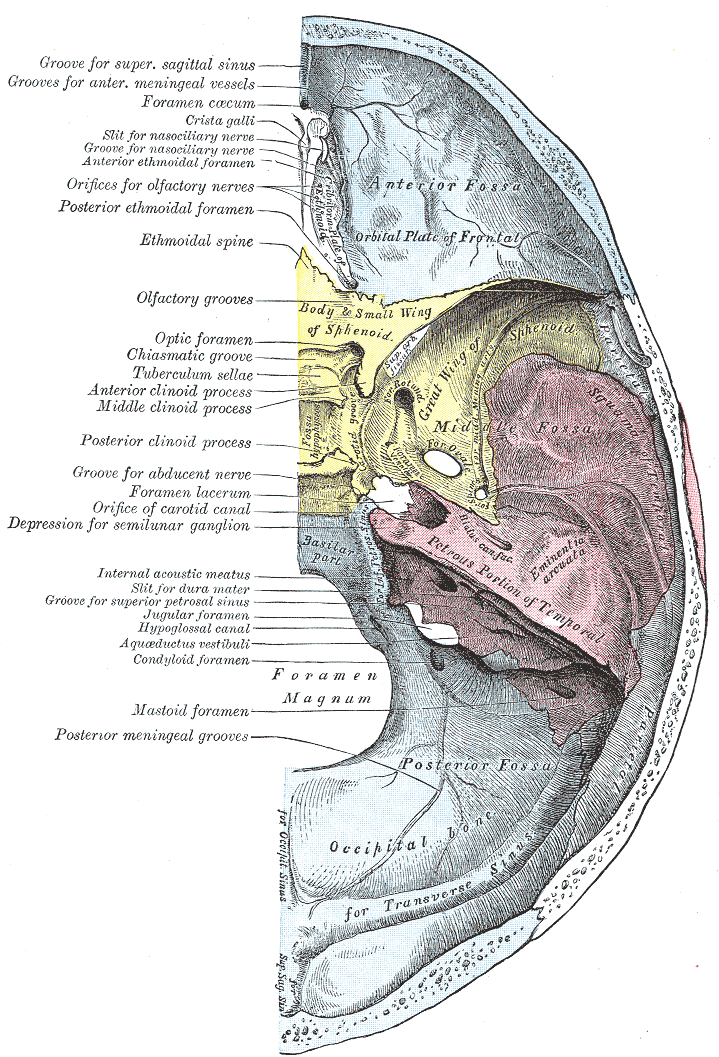
السطح العلوي لقاعدة الجمجمة
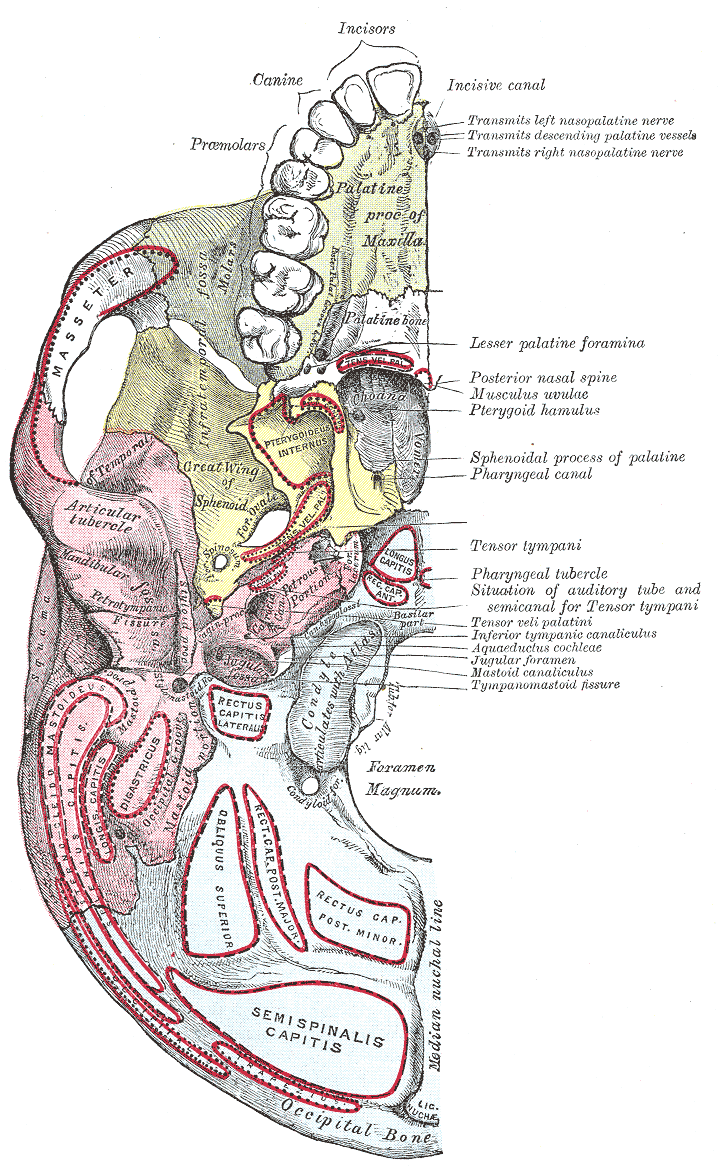
السطح السفلي لقاعدة الجمجمة، أما اللون الأحمر فهو أماكن انغراز العضلات

## العمود الفقري
يمتلك كل عظم من عظام العمود الفقري عند الفقاريات بما في ذلك البشر، يمتلك كل عظم فتحة من الأعلى و الأسفل للسماح للأعصاب و الشرايين و الأوردة بالمرور من خلالها.

## أخرى
- الثقبة القمية: ثقبة موجودة في طرف جذر الأسنان
- الثقبة البيضوية (القلب): ثقبة بين الجانبين الشرياني و الوريدي في قلب الجنين
- الثقبة المُستَعرِضة: توجد بشكل زوج من الفتحات في في الفقرات الرقبيّة يمر عبرها الشريان الفقري
- الثقبة الوركية الكبرى: ثقبة رئيسية في منطقة الحوض
- الثقبة بين البطينات: قنوات تصل بطينات الدماغ ببعضها البعض
- الثقبة الوركية الصغرى: فتحة بين الحوض و القسم الخلفي من الفخذ
- الثقبة السدادية: فتحة تتشكَّل بين عظمي الإسك و العانة في منطقة الحوض
- الثقبة الفقرية: الثقبة التي تتشكل بين القطعة الأمامية من الفقرات (جسم الفقرة) و الجزء الخلفي (القوس الفقرية)